# Deng Qingming
Deng Qingming (Chinees: 邓清明, hanyu pinyin: Dèng Qīngmíng) (Yihuang County, 16 maart 1966) is een Chinees ruimtevaarder. Hij werd in 1998 geselecteerd om astronaut te worden en ging 24 jaar later voor het eerst de ruimte in.
Deng’s enige missie is Shenzhou 15 met een Lange Mars 2F-draagraket en vond plaats op 29 november 2022. Het was de vierde bemande vlucht naar het nieuwste Chinees ruimtestation Tiangong. Deze vlucht maakt onderdeel uit van het Shenzhouprogramma.